# Lumbricillus mirabilis
Lumbricillus mirabilis är en ringmaskart som beskrevs av Tynen 1969. Lumbricillus mirabilis ingår i släktet Lumbricillus och familjen småringmaskar. Inga underarter finns listade i Catalogue of Life.